# Michel Barnier
Michel Jean Barnier (La Tronche, Francuska, 9. siječnja 1951.) francuski je političar. Obnašao je dužnost premijera Francuske od 5. rujna do 13. prosinca 2024. godine. Najstariji je premijer Francuske od osnutka Pete Republike.
U politiku je ušao kao zastupnik u Francuskom parlamentu 1978. godine. Kao član gaullističkih stranaka, Barnier je izvršavao dužnosti u nekoliko francuskih ministarstava; bio je ministar okoliša od 1993. do 1995., delegat Ministarstva za Europu i vanjske poslove od 1995. do 1997., ministar vanjskih poslova od 2004. do 2005. te ministar poljoprivrede od 2007. do 2009. godine. Također je služio kao povjerenik Europske komisije za unutarnje tržište i usluge od 2010. do 2014. godine te kao potpredsjednik Europske pučke stranke od 2010. do 2015. godine. Od listopada 2016. sve do 2021. bio je glavni pregovarač Europske unije u dogovoru o Brexitu. U rujnu 2024. godine, francuski predsjednik Emanuel Macron imenovao je Barniera za predsjednika Vlade nakon parlamentarnih izbora održanih iste godine.
Michel Barnier okarakteriziran je kao proeuropejski političar neoliberalnih ekonomskih stavova. Tijekom svoje političke karijere zalagao se za strožu imigracijsku politiku, proširenje kapaciteta zatvora i uvođenje obaveznih minimalnih zatvorskih kazni za određena kriminalna djela.